# 1086 Ната
1086 Ната (енгл. 1086 Nata) је астероид главног астероидног појаса. Приближан пречник астероида је 66,27 ,
а средња удаљеност астероида од Сунца износи 3,161 астрономских јединица (АЈ).
Инклинација (нагиб) орбите у односу на раван еклиптике је 8,347 степени, а орбитални период износи 2052,871 дана (5,620 година). Ексцентрицитет орбите астероида износи 0,055.
Апсолутна магнитуда астероида износи 9,30 а геометријски албедо 0,076.
Астероид је откривен 25. августа 1927. године.